# Eduard Pernkopf
Eduard Pernkopf, född 24 november 1888 i Rappottenstein, död 17 april 1955 i Wien, var en österrikisk anatom, rektor för Wiens universitet (1943–1945) och skapare av det berömda anatomiverket Topographische Anatomie des Menschen i tre band uppdelat på fem böcker.
Verket utgavs senare vid flera tillfällen som en atlas i två band. Topographische Anatomie des Menschen har länge ansetts vara den viktigaste anatomiatlasen sedan Vesalius och är känd för sin höga detaljrikedom och konstnärliga excellens. 
Delar av atlasen skapades under Österrikes naziperiod och en undersökning av universitetet i Wien visade att 1377 personer som avrättats levererades till anatomiska institutionen. Man har inte kunnat utesluta att dessa personer använts för åtminstone 800 av bilderna i atlasen. Detta har skapat en debatt om de etiska aspekterna kring atlasens användande.
Pernkopf var medlem i NSDAP samt i Sturmabteilung (SA).